# Fiesta Nacional de la Corvina Negra
Pachyurus bonariensis
Fiesta Nacional de la Corvina Negra es una festividad que se realiza anualmente, el fin de semana largo del mes de octubre, en la localidad de San Clemente del Tuyú, Provincia de Buenos Aires, Argentina. La especie en que se basa es la Corvina de Río, un pez de destacado valor deportivo.

## Historia

### Los orígenes de la fiesta
Su origen se remonta al año 1966 fruto de una propuesta que presentó el Señor Alberto Cucci, pescador de la zona, debido a la gran cantidad de Corvinas de Río que se obtienen cada año en San Clemente del Tuyú entre los meses de septiembre hasta principios de diciembre, algunas de ellas de enorme tamaño.
La primera fiesta consistió en un concurso de pesca, al cual asistieron 3500 participantes y donde se obtuvieron 34 piezas.
Para el disfrute del grupo familiar, durante la fiesta se desarrollan variadas actividades, tales como: desfiles de carrozas, concursos de vidrieras, concursos de poesías, bicicleteadas, y espectáculos artísticos, además de la elección de la "Reina Nacional de la Corvina Negra" que año tras año convoca a las señoritas sanclementinas entre 16 y 23 años a coronarse nueva soberana y representante de dicha fiesta.
También los colegios participan realizando diversas actividades culturales y mostrándolas por las calles de San Clemente mientras la gente disfruta del acontecimiento.
La Fiesta Nacional de la Corvina Negra es conocida en toda Argentina acercando a cientos de turistas decididos a participar o simplemente a admirar todo el despliegue de la fiesta.

### Artistas que actuaron en el evento
| Artista            | Año de visita |
| ------------------ | ------------- |
| Marcela Morelo     | 2012          |
| Soledad Pastorutti | 2013          |
| Estelares          | 2014          |